# Staggered

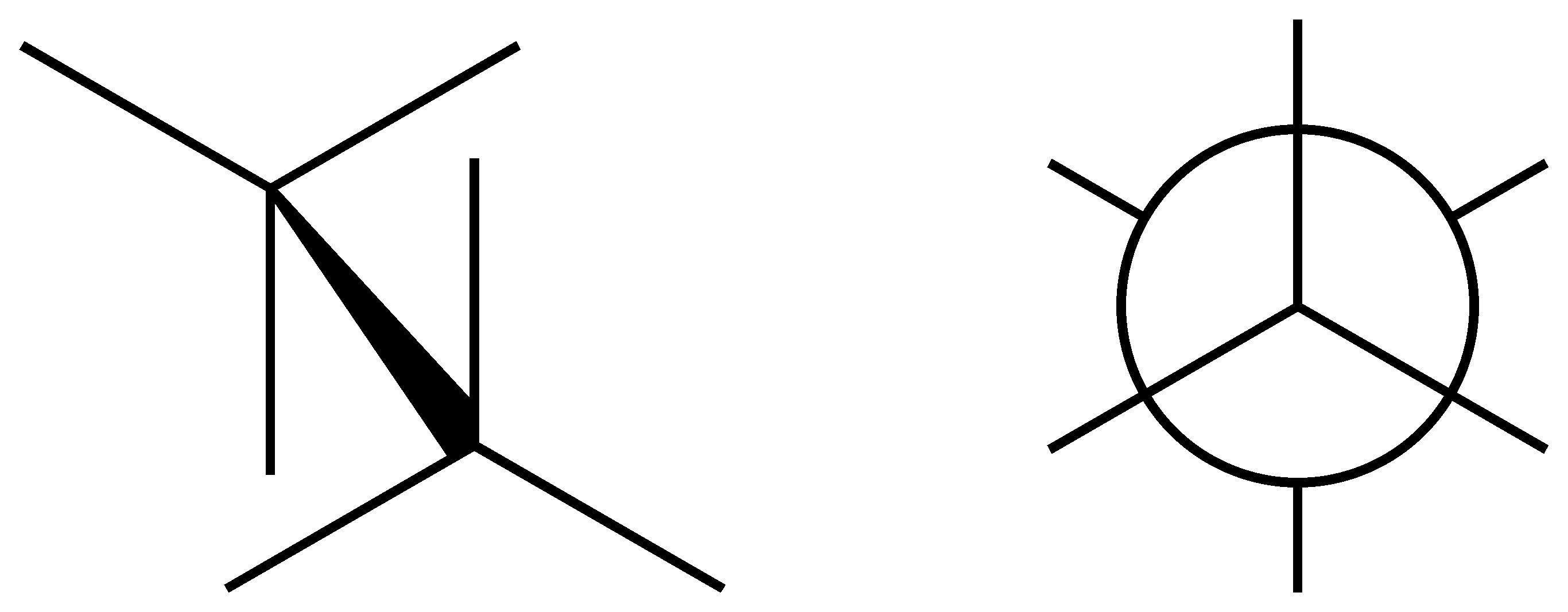
Sågbocks- respektive Newmanprojektion av en staggered konformation.

Staggered kallas den konformation mellan två bundna atomer där torsionsvinkeln mellan substituenterna är maximal.
Staggered är ofta den föredragna konformationen över eclipsed. Substituenterna på molekylen ligger långt ifrån varandra, och repulsionen mellan dem minimeras. Detta är gynnsamt för systemets energi.